# Asteroidbältskomet
Asteroidbältskometerna är en relativt nyupptäckt kategori av kometer som har funnits i det inre av solsystemet sedan detta skapades för 4,6 miljarder år sedan. Detta till skillnad från de flesta andra kometer som antas ha bildats senare i de yttre delarna av solsystemet. Upptäckten och observationer av andra kometliknande asteroider i det inre av Solsystemet gör att exempelvis astronomen David Jewitt istället vill kalla dem Aktiva asteroider, eftersom de inte alltid är isiga likt typiska kometer eller ens alltid ligger i asteroidbältet.

## Upptäckten
Den första asteroidbältskometen var 133P/Elst-Pizarro som upptäcktes 1979. Den visade dock inte då upp några tecken på att vara en komet utan betraktades som en asteroid med en för asteroidbältet typiskt låg excentricitet och banlutning. Detta fram till 1996 då Eric W. Elst och Guido Pizarro upptäckte att asteroiden hade en lång svans. Senare observationer 2002 har bekräftat att det fortfarande finns en svans.
Totalt har hittills (mars 2009) fyra asteroidbältskometer identifierats:
- 133P/Elst-Pizarro
- 176P/LINEAR
- 238P/Read
- 259P/Garradd

Den klassiska bilden av hur det inre av solsystemet bildades är att det här var för varmt för flyktiga material, såsom vatten. Det mesta sådant material förväntar man har dunstat bort. Detta medan det samtidigt i det yttre av solsystemet, såsom i Kuiperbältet, Scattered disc och Oorts kometmoln var tillräckligt kallt för att behålla en stor mängd vatten i isform. Dessa klumpar av is har sedan av olika orsaker fallit in i solsystemet och får då en omloppsbana som är typisk för kometer, med hög excentricitet och banlutning. 
Kometer som kommer in från det yttre av solsystemet brukar slockna efter cirka 10 000 år då allt det flyktiga materialet som ger upphov till en svans och koma har dunstat bort. Ett mysterium är då hur en asteroidbältskomet har kunnat behålla sitt vatten i över fyra miljarder år utan att ha torkat ut. En teori är att isen har legat gömd djupt nere i asteroiden där värmen från solen inte når den. Efter en kollision med ett annat objekt i asteroidbältet kan nya ytor med rikligt innehåll av vatten ha frigjorts. 133P/Erst-Pizaaro råkar ha sin omloppsbana i en del av asteroidbältet som är tätt befolkad av asteroider, och mindre kollisioner är därför troligen vanliga.
En gammal hypotes har länge varit att det vatten som idag finns på jorden har sitt ursprung från kometer som kommer från det yttre av solsystemet. Det har dock visat sig att vattnet i sådana kometer har en annan isotopsammansättning än det som finns på jorden. Ett intressant alternativ är därför dessa asteroidbältskometer, som kanske har en isotopsammansättning som bättre överensstämmer med jordens.

## Aktiva asteroider
Upptäckter av fler asteroider som ger ifrån sig massa under åtminstone delar av sin omloppsbana har gjort att vissa av de första teorierna har omprövats. David Jewitt nämner till exempel 3200 Phaethon som ett exempel på en asteroid som ger ifrån sig massa, men som man vet är helt fri från vatten och därmed saknar is. Istället menar man att gas strömmar ut från denna stenkomet, genom att damm frigörs när sten bryts sönder av värmen vid perihelium, samt genom nedbrytning av vattenhaltiga mineraler. 3200 Phaethon anses också vara ett exempel på en asteroidbältskomet som inte alls ligger i asteroidbältet, utan i en utsträckt omloppsbana som tar den från utanför Mars omloppsbana vid aphelium till nära solen vid perihelium. Jewitt föreslår därför att man ska kalla dessa objekt för aktiva asteroider, för att inte förledas att tro att de alltid är isiga och att de alltid ligger i asteroidbältet.